# РСД-10

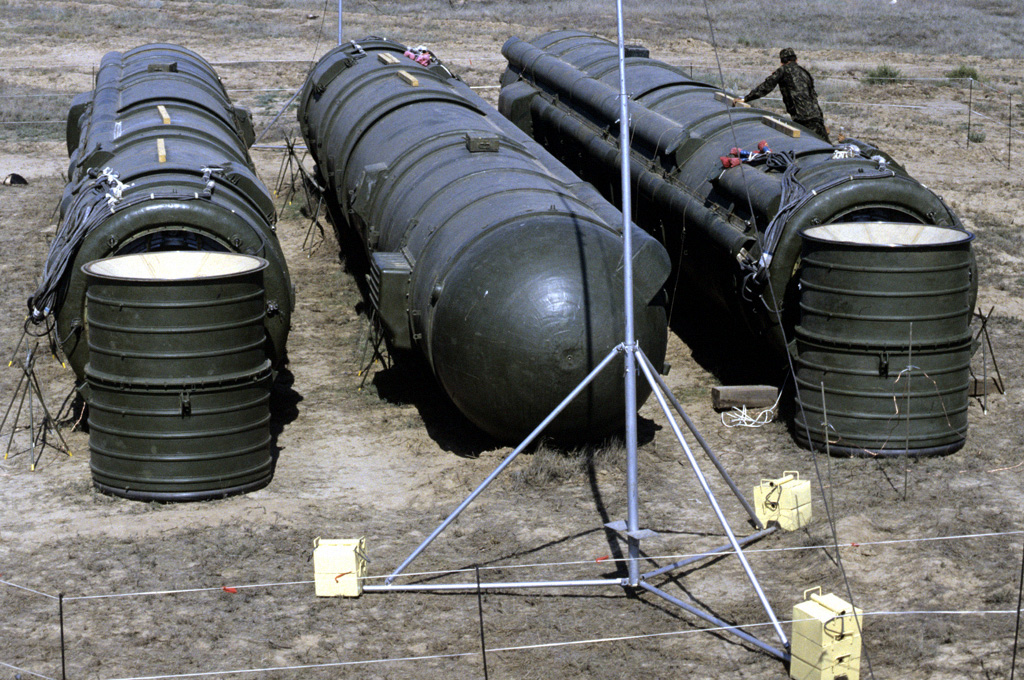
Связка из трёх ракет РСД-10, подготовленных к уничтожению, полигон Капустин Яр, Астраханская область, 1 августа 1988 года.

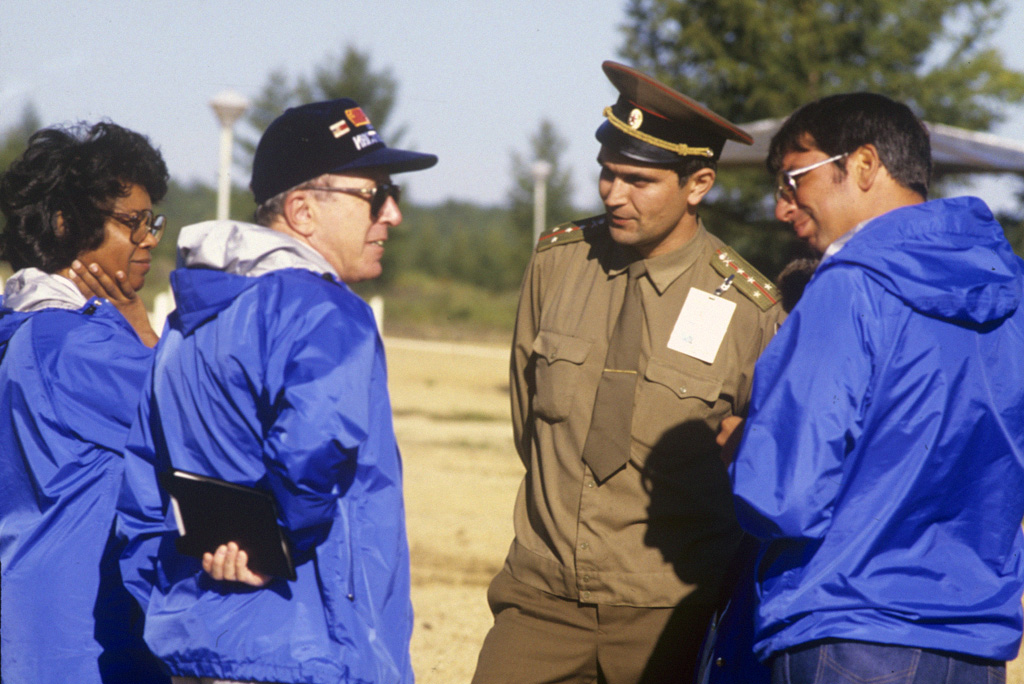
Американские военные инспекторы на ликвидации ракет РСД-10 в Читинской области, 1988 год

«Пионер» (Индекс ГРАУ — 15П645, по договору РСМД — РСД-10, по классификации МО США и НАТО: SS-20 mod.1 Saber, рус. Сабля) — советский подвижный грунтовый ракетный комплекс (ПГРК) с твердотопливной двухступенчатой баллистической ракетой средней дальности 15Ж45. Головной разработчик — Московский институт теплотехники (МИТ). Принята на вооружение в 1976 году.
В 1980 году на вооружение принят ПГРК Пионер-УТТХ (индекс комплекса 15П653, индекс ракеты 15Ж53, по классификации НАТО — SS-20 mod.2 Saber) с улучшенными ТТХ (максимальная дальность стрельбы 5500 км).

## Ракетный комплекс средней дальности РСД-10 «Пионер» (SS-20)
Проектирование комплекса «Пионер» с ракетой средней дальности на твёрдом смесевом топливе началось в соответствии с постановлением Совета министров СССР от 28 апреля 1973 года в Московском институте теплотехники под руководством академика А. Д. Надирадзе. Новая ракета (заводское обозначение 15Ж45) создавалась на базе первой и модифицированной второй ступеней межконтинентальной баллистической ракеты 15Ж42 комплекса «Темп-2С». Заново были спроектированы: узел отсечки тяги двигательной установки второй ступени, соединительный отсек и агрегатно-боевой блок (АГБ), включавший двигательную установку разведения и разделяющуюся ГЧ ракеты. Система прицеливания для баллистических ракет комплекса РСД-10 была разработана и изготавливалась ПО «Завод „Арсенал“» (Киев). В сентябре 1974 по начало 1976 года на 4-м Государственном центральном полигоне (Капустин Яр) проводились лётные испытания новой твердотопливной ракеты.

### Создание и применение
После практической отработки различных технических решений по новой ракете и наземным агрегатам ракетного комплекса 21 сентября 1974 года на полигоне Капустин Яр начались лётные испытания. Они завершились 9 января 1976 года успешным (как и все предыдущие), 21-м пуском ракеты. 11 марта 1976 года Государственная комиссия подписала акт о приёме комплекса «Пионер» с ракетой 15Ж45 (РСД-10) на вооружение РВСН. Первым на новом ракетном комплексе заступил на боевое дежурство 396-й гвардейский ракетный полк (командир гвардии подполковник А. Г. Доронин) 33-й гвардейской ракетной дивизии 30 августа 1976 года, который базировался в районе города Петриков Гомельской области. Он нёс службу на комплексе 15П645, имевшем в каждом дивизионе по 2 пусковых установки и машину подготовки пуска 15В56, использовавшуюся на комплексе 15П642 и оснащенную системой дистанционного управления 15Э569, способной управлять двумя ПУ.
В 1977 году на вооружение поступила основная модификация комплекса — 15П645К, имевшего в составе дивизиона по три ПУ и машину подготовки пуска 15В116 с СДУ 15Э576, управлявшей тремя ПУ.
Ракетные комплексы «Пионер» заменили стоявшие на боевом дежурстве в европейской части СССР комплексы Р-12 и Р-14, а в Сибири и Забайкалье — Р-16. Очень быстро новая советская ракета приобрела известность как SS-20 — «Гроза Европы».
19 июля 1977 года, вскоре после развертывания комплекса с ракетой 15Ж45, начались работы по комплексу «Пионер УТТХ» с ракетой 15Ж53. Лётные испытания ракеты 15Ж53 с более высокими боевыми характеристиками были начаты 10 августа 1979 года на полигоне Капустин Яр. 14 августа 1980 года испытания модернизированного ракетного комплекса были завершены, а 23 апреля 1981 года, в соответствии с постановлением правительства, комплекс «Пионер-УТТХ» (15П653) был принят на вооружение. Ракета 15Ж53 имела те же первую и вторую ступени, что и ракета 15Ж45. Изменения коснулись системы управления и агрегатно-боевого блока. За счёт доработки командных приборов и алгоритмов работы БЦВК удалось повысить точность стрельбы до 450 м. Установка новых двигателей с повышенной энергетикой на агрегатно-боевой блок дала возможность увеличить район разведения боевых блоков, что имело большое значение при планировании объектов поражения. Кроме того, была увеличена максимальная дальность стрельбы до 5500 км.
В 1987 году на боевом дежурстве и в арсеналах находились 650 ракет. Из них две трети были предназначены для уничтожения объектов в Европе и на Ближнем Востоке и примерно одна треть для уничтожения объектов в Азии и США.
Оба комплекса эксплуатировались до 1991 года и были ликвидированы в соответствии с условиями Договора о РСМД. Первые ракеты уничтожались в Читинской области методом пуска. Особый интерес вызывали ракеты «Пионер», находившиеся в эксплуатации свыше 10 лет. Все проведённые с 26 августа по 29 декабря 1988 года 72 пуска прошли успешно. Позднее в районе полигона Капустин Яр была применена другая технология ликвидации — взрывом ракет без извлечения их из пусковых контейнеров. Шасси пусковых установок комплекса после прохождения специальной процедуры демонтажа, исключающей их применение по основному назначению, могли в различных вариантах использоваться в народном хозяйстве.
В процессе выполнения Договора о РСМД были расформированы 58 ракетных полков на вооружении которых стояли «Пионеры». Последняя из заявленных в Договоре ракет РСД-10 была уничтожена 12 мая 1991 года. Несколько пусковых установок и ракет сохранились в качестве экспонатов в музеях страны и за рубежом.
С 1986 года на испытания была поставлена очередная модификация комплекса — «Пионер-3» с ракетой 15Ж57, разрабатывавшаяся в соответствии с постановлением правительства от 6 апреля 1983 года и в значительной степени унифицированная с комплексом «Тополь». Для этого комплекса была создана более совершенная пусковая установка с новым цифровым вычислительным комплексом и системой наземной навигации. На ракету 15Ж57 установили полностью новую боевую ступень с усовершенствованными боевыми блоками, также был улучшен комплекс средств преодоления ПРО. Однако, в результате заключения Договора о РСМД, испытания ракетного комплекса были прекращены. Серийное производство ракет не развертывалось.

### Состав комплекса

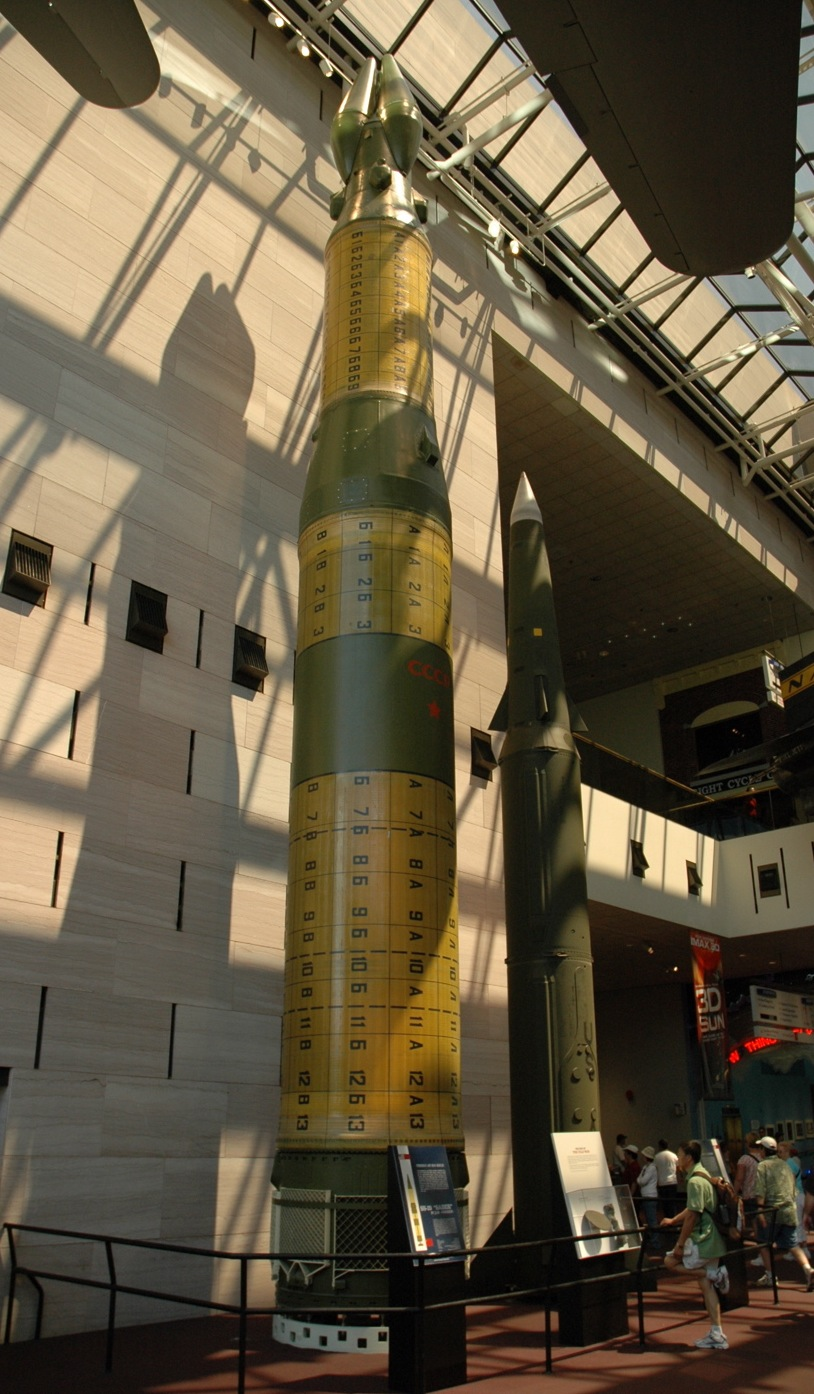
БРСД 15Ж45 комплекса «Пионер» в Национальном музее авиации и космонавтики в Вашингтоне (справа от неё БРСД MGM-31B Pershing II)

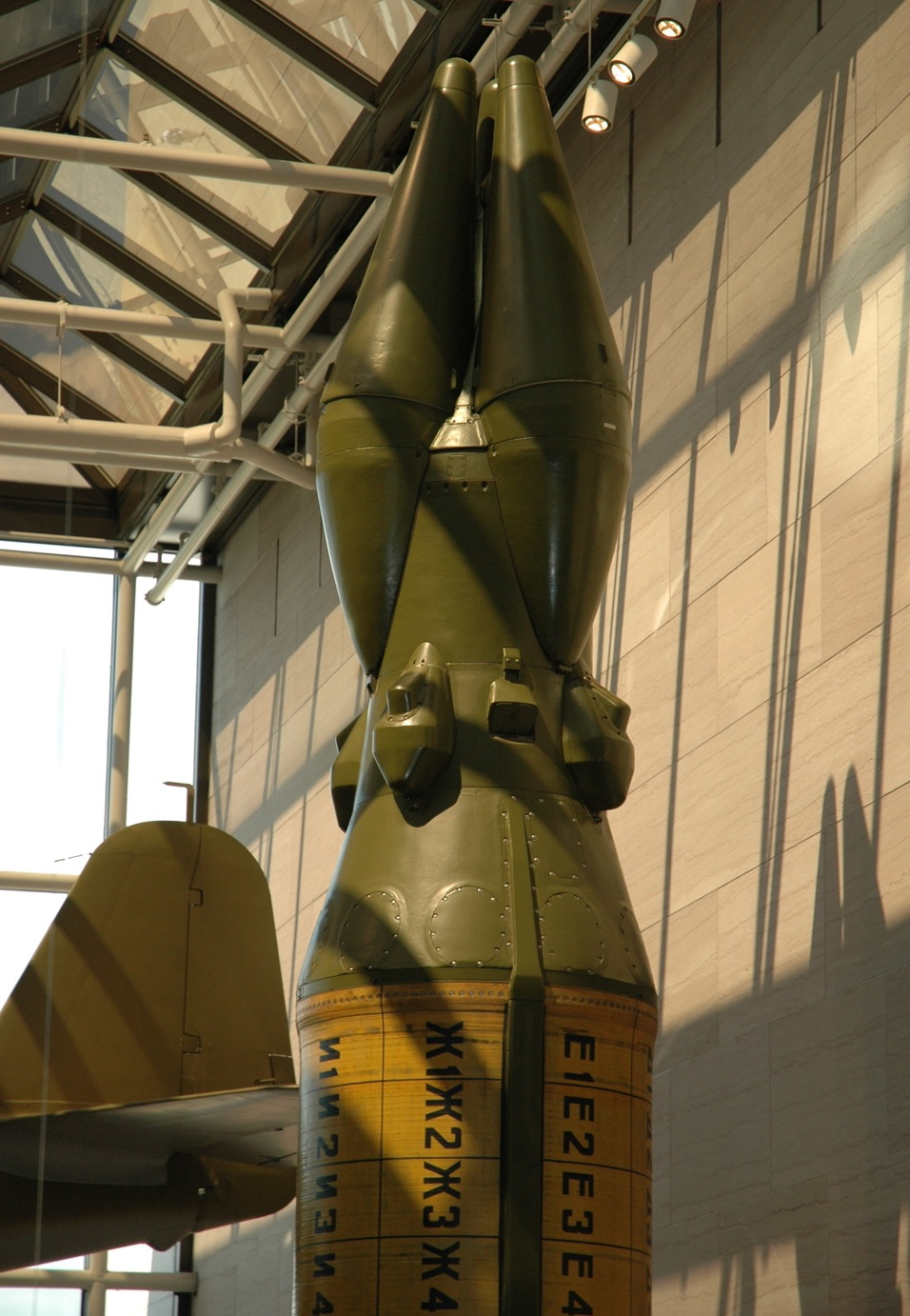
Боевая ступень с ГЧ 15Ф453 с тремя боевыми блоками 15Ф452 АА-74

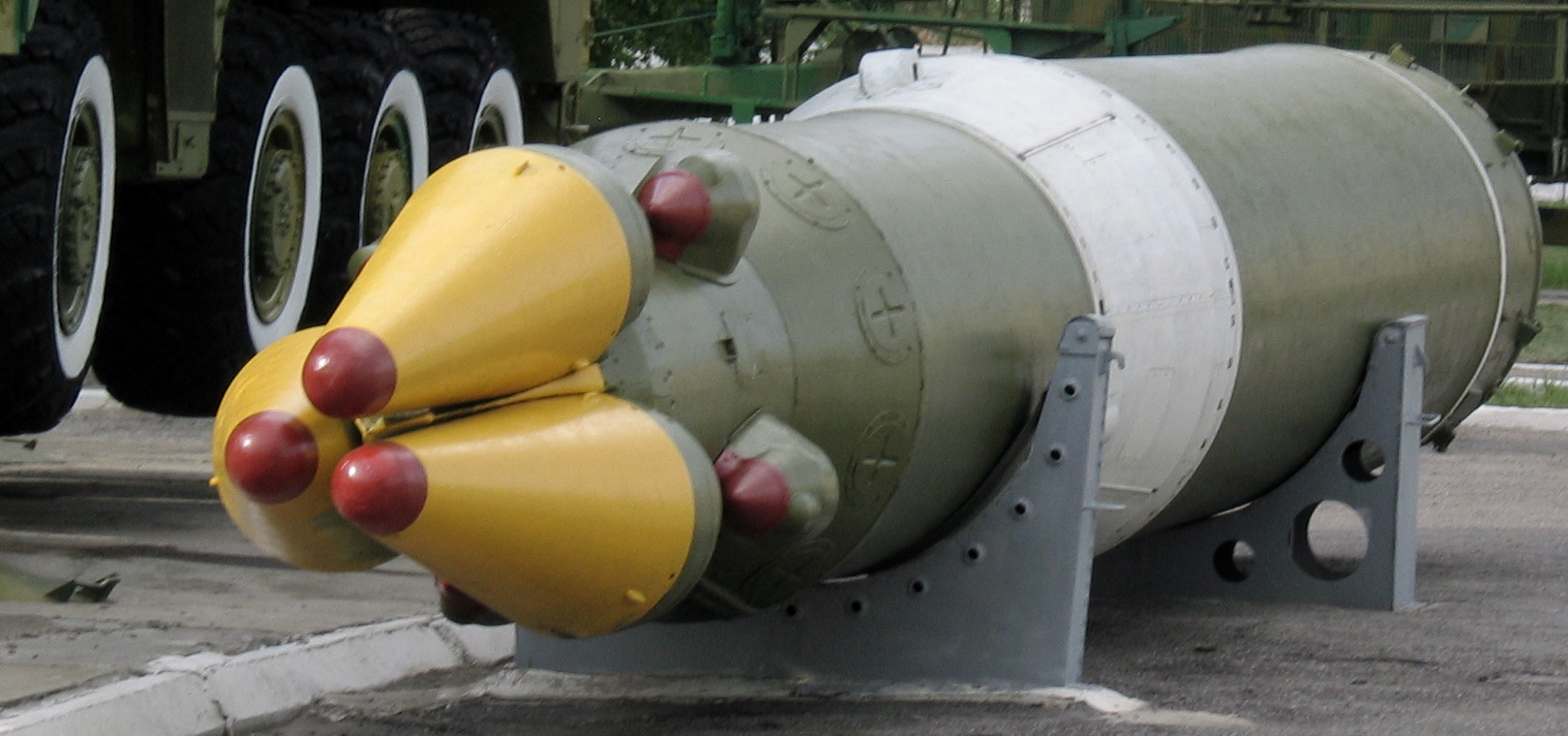
Три боевых блока РСД-10 со ступенью разведения. Музей полигона «Капустин Яр», г. Знаменск.

В состав ракетного комплекса РСД-10, как правило, входили:
- стационарный и подвижный командные пункты с комплексом средств боевого управления и связи
- три боевых ракетных комплекса — ракетные дивизионы, имевшие в составе:
  - по три (до 1977 г. по две) самоходных пусковых установки (СПУ) 15У106 (15У136 для 15Ж53) с ракетами 15Ж45 (15Ж53) в транспортно-пусковых контейнерах 15Я107, размещённых на пусковых установках на базе шестиосного длиннобазного шасси МАЗ-547В
  - командный пункт дивизиона, состоявший на комплексе 15П645 из машины подготовки пуска 15В56 (до 1977 г.), 15П645К — из 15В116, а на комплексе 15П653 — из машины подготовки пуска 15В132 и машины связи 15В82
  - две машины-дизельные электростанции 15Н1061М
  - машину-столовую 15Т117 и машину-общежитие 15Т118
  - машину боевого поста 15Я56 на базе бронетранспортёра БТР-60ПБ с системой наземной навигации 15Ш39 и башенно-пулемётной установкой «Гром» с пулемётом «Утёс» НСВТ-12,7 мм
  - машину дежурной смены охраны и обороны 15Я55 с комплектом средств охраны, вооружением и средствами жизнеобеспечения караула
- транспортно-перегрузочные средства (транспортно-перегрузочный агрегат 15Т116 и транспортно-перегрузочная тележка 15Т140)
- с 1977 г. стационарные сооружения 15У111 для размещения пусковых установок на стационарной боевой стартовой позиции полка и обеспечения боевого дежурства пусковых установок в пятиминутной готовности к пуску.

Ракета 15Ж45 имела две маршевые ступени и агрегатно-боевой блок с головной частью, которые стыковались между собой при помощи соединительных отсеков.
Двигательная установка первой ступени 15Д66 представляла собой конструкцию, состоящую из стеклопластикового корпуса со скреплённым с ним твердотопливным зарядом, выполненным из высокоэнергетичного смесевого топлива, стальных переднего днища и сопловой крышки, соплового блока. В хвостовом отсеке ступени размещались тормозные двигатели и приводы рулевых органов. Управляющие усилия создавали четыре газодинамических и четыре аэродинамических руля (последние выполнены в виде решёток).
Двигательная установка второй ступени 15Д205 имела аналогичную конструкцию, управление по тангажу и рысканию осуществлялось вдувом газа из газогенератора в закритическую часть сопла, а по крену — перепуском газа через специальное устройство. Оба двигателя имели систему отсечки тяги (на первой ступени — аварийная) и время работы около 63 секунд. Дальность полёта определялась моментом выключения двигателя второй ступени, которое осуществлялось путём вскрытия десяти окон отсечки тяги, расположенных на переднем днище камеры сгорания, в результате чего давление в камере резко падало, горение твёрдого топлива прекращалось, а направление газовых потоков из сопел отсечки вперёд по ходу полёта нейтрализовало импульс тяги двигателя.
Система управления ракеты, разработанная под руководством академика Н. А. Пилюгина, с бортовой вычислительной машиной, позволяла ракете в ходе несения боевого дежурства находиться в горизонтальном положении, обеспечивала точность попадания (КВО) не хуже 500 м во всём диапазоне дальностей и азимутов без разворота пусковой установки, полную автоматизацию предстартовой подготовки и проведение пуска, а также автоматическое проведение регламентных проверок. Все основные блоки имели резервирование, что обеспечивало высокую надёжность функционирования, и располагались в герметичном приборном отсеке.
Ракета несла разделяющуюся головную часть (РГЧ, англоязычный аналог MIRV — Multiple Independently targettable Reentry Vehicle) с тремя боевыми блоками мощностью по 150 кт каждый с индивидуальным наведением на собственные цели. Ступень разведения включала систему управления и твердотопливную двигательную установку. Аэродинамический обтекатель на головной части не предусматривался. Для снижения аэродинамических нагрузок в полёте, конические боевые блоки были установлены под углом к продольной оси ракеты. Комплекса преодоления системы ПРО ракета не имела.
Имелось три варианта ракеты РСД-10:
- Mod 1 — с моноблочной головной частью и дальностью стрельбы 5000 км;
- Mod 2 — имел разделяющуюся головную часть с боевыми блоками индивидуального наведения с максимальной дальностью стрельбы 4583 км (15Ж53 — 4600 км) — основной вариант, получивший наибольшее распространение;
- Mod 3 — испытанный в мае 1985 года и иногда именуемый на Западе как SS-X-28, имел лёгкую моноблочную головную часть мощностью 50 кт и увеличенную до 7400 км дальность стрельбы — не вышел из стадии испытаний.[источник не указан 2406 дней]

В процессе эксплуатации ракета, помещённая в герметичный транспортно-пусковой контейнер, размещалась на самоходной пусковой установке (СПУ), выполненной на базе автомобильного шестиосного шасси МАЗ-547В повышенной проходимости. Кроме ракеты, на шасси располагались необходимые агрегаты и оборудование для контроля за техническим состоянием ракеты и проведения пуска. Несмотря на солидный вес (84 т) и габариты (длина — 19,316 м, ширина 3200+40 мм, высота 4375 мм) СПУ имела сравнительно высокую скорость (до 40 км/ч), передвигалась по дорогам с любым покрытием, легко преодолевала метровые броды, рвы шириной до трёх метров и подъёмы до 15 град. и имела радиус поворота 22±1 м, что позволяло широко использовать существующую сеть дорог.
Пуск ракеты мог быть произведён либо из специального укрытия гаражного типа на основной позиции (сооружение 15У111 «Крона»), либо с одной из подготовленных в геодезическом отношении полевых позиций. Перед этим пусковая установка вывешивалась на домкратах и горизонтировалась. Пуск ракеты производился с помощью порохового аккумулятора давления, выбрасывавшего её из контейнера. После достижения безопасной высоты включался маршевый двигатель первой ступени. Операции по предстартовой подготовке и пуску проходили в автоматическом режиме после получения специальной команды с пункта управления.
Пуск ракет мог быть произведён с одной из полевых позиций или из сооружений «Крона» в срок, соизмеримый с подлётным временем боевых блоков противника с территории стран Западной Европы. Свёртывание комплекса и подготовка к маршу для смены позиций занимала около часа. Развёртывание с марша (вывешивание, горизонтирование, геодезическая подготовка) — также около часа. Сооружения позволяли значительно ограничить контроль за комплексами «Пионер» со стороны средств разведки потенциального противника. «Крона» представляет собой сборное металлическое сооружение с раздвижной крышей. Существовали варианты проходного исполнения (ворота с двух сторон), однако в большинстве случаев въезд крупногабаритного агрегата в сооружение осуществлялся путём сложного маневрирования и требовал от водителей и командиров высокой квалификации. Пуск ракет дивизионом из сооружений «Крона» включал открытие крыш при помощи асинхронных электродвигателей мощностью 8 кВт, что определяло сдвиг по времени между открытием крыш трёх сооружений при питании от машин дизельных электростанций, так как пусковой ток привода мог привести к остановке дизелей (в дальнейших модификациях электропривод открытия крыш при пуске был заменён механическим). После этого производится подъём контейнера и пуск ракеты.

### Модификации
- 15П645К «Пионер-К» с ракетой 15Ж45
- 15П653 «Пионер-УТТХ» с ракетой 15Ж53
- 15П656 «Горн» с командной ракетой 15Ж56

### Тактико-технические характеристики
Подвижный грунтовый ракетный комплекс «Пионер»
- Разработчик МИТ
- Главный конструктор А. Д. Надирадзе
- Изготовитель ракеты Воткинский МЗ
- Кодовое обозначение НАТО: SS-20 Saber Mod 1&2
- Наименование по РСМД РСД-10
- Тип комплекса Подвижный ракетный комплекс С БР средней дальности, третьего поколения
- Состояние На вооружении с 11 марта 1976 года.
- Ракета 15Ж45
- Дальность стрельбы: 600—5500 км[источник не указан 2847 дней]
- Точность стрельбы (КВО), 500 метров
- Тип ГЧ Моноблочная мощностью 1 Мт (на испытаниях — вариант 1)[6]
- Тип ГЧ: РГЧ ИН (вариант 2)
- Мощность заряда (вариант 1), 100 кт
- Мощность заряда (вариант 2), 150 кт
- Вес головной части: 1500—1740 кг[источник не указан 2406 дней]
- Система управления Инерциальная с гиростабилизированной платформой на основе поплавковых гироприборов, с БЦВ
- Разработчик системы управления НИИ АП
- Главный конструктор системы управления Н. А. Пилюгин
- Рулевые приводы Гидравлические
- Разработчик рулевых приводов ЦНИИАГ
- Органы управления на 1 ступени — газовые и аэродинамические решётчатые рули, решётчатые стабилизаторы
- Органы управления на 2 ступени — по тангажу и рысканию — вдув в закритическую часть сопла горячих газов; по крену — газовые сопла с газогенератором
- Тип старта «Миномётный» из ТПК
- Число ступеней 2
- Полная длина ракеты, м 16,49
- Длина ракеты без головной части, м 14,9
- Длина ракеты в ТПК, м 19,316
- Максимальный диаметр корпуса, м 1,79
- Стартовый вес, т 37,0
- Вес ракеты в ТПК, т 42,7
- Топливо Смесевое твёрдое
- Первая ступень
Полная длина первой ступени, м 8,58
Максимальный диаметр корпуса первой ступени, м 1,79
Вес ступени, т 26,7
Двигатель Однокамерный РДТТ
Разработчик двигателя НПО «Союз» (Люберцы)
Главный конструктор двигателя Б. П. Жуков
Число сопел 1
Время работы, с 63
- Вторая ступень
Полная длина второй ступени, м 4,4-4,6
Максимальный диаметр корпуса второй ступени, м 1,47
Вес ступени, т 8,63
Двигатель Однокамерный РДТТ
Разработчик двигателя НПО «Союз» (Люберцы)
Главный конструктор двигателя Б. П. Жуков
Число сопел 1
Боевая ступень
Число боевых блоков 3
Двигательная установка четыре РДТТ
- Боевой блок
Полная длина боевого блока, м 1,6
Максимальный диаметр корпуса боевого блока, м 0,64[источник не указан 2406 дней]
Радиус закругления наконечника 0,11 м
- Пусковая установка
Тип Грунтовая подвижная
Разработчик ЦКБ «Титан»
Изготовитель Завод «Баррикады»
Главный конструктор В. М. Соболев
База МАЗ-547В
Число осей 6
Длина, м С ТПК 19,316 м, без ТПК 16,08 м
Ширина, м 3,2(+0,04) м
Высота, м 4,375 м (5,08 м в вывешенном состоянии)
Двигатель многотопливный быстроходный дизель А-38 (В-58) с турбонаддувом
Мощность, л. с. 650
Максимальная скорость, км/ч 40
Угол преодолеваемого подъёма 15°
Грубина преодолеваемого брода 1,1 м
Ширина преодолеваемого рва 3 м
Углы свеса — передний 23°, задний 30°
Дорожный просвет 470 мм
Число ракет на пусковой установке 1
Тип привода подъёма ТПК с ракетой Гидравлический, от ходового двигателя СПУ
Разработчик привода подъёма ТПК с ракетой ЦНИИАГ
Радиус разворота, м 22±1 м
Экипаж, чел., 2
- Транспортно-перегрузочный агрегат (ТПА)
Разработчик ЦКБ «Титан»
Изготовитель Завод «Баррикады»
База МАЗ-547А
Число осей 6
Полная длина, м 17,33
Ширина, м 3,2
Высота, м 2,9 (без ТПК)
Двигатель Дизель А-38 с турбонаддувом
Мощность, л. с. 650
Максимальная скорость, км/ч 40
Число ракет на ТПС 1
Экипаж, чел. 2

## Испытания
Лётные испытания ракет РСД-10 начались в сентябре 1974 г. на полигоне Капустин Яр. В 1977 году, сразу после принятия комплекса на вооружение РВСН СССР, началось его развёртывание. Первый ракетный полк с комплексом «Пионер» заступил на боевое дежурство 30 августа 1976 года (район г. Петриков Гомельской обл. командир А. Г. Доронин, главный инженер И. П. Баглюк). Массовое развёртывание комплекса «Пионер» началось в 1978 году в позиционных районах, ранее занимаемых устаревшими комплексами с ракетами Р-12, Р-14, Р-16. В каждый ракетный полк входило 9 (до 1977 г. 6) самоходных ПУ, обеспеченных индивидуальными защитными сооружениями.
Согласно американским данным наибольшее число развернутых пусковых установок составляло 441 единицу в 1986 году. По официальным советским данным, приведенным в Меморандуме о договоренности об установлении исходных данных в связи с договором между СССР и США о ликвидации ракет средней и меньшей дальности, по состоянию на 1 ноября 1987 г. в СССР было развернуто 405 ПУ ракет РСД-10, ещё 245 БР находились на складах.
За 15 лет эксплуатации не было ни одного случая разрушения или аварии ракеты. За время испытаний, эксплуатации и ликвидации было отстреляно 190 ракет. Все пуски были успешными. При этом вероятность попадания в цель составила 98 %.

## Сохранившиеся экземпляры
| Тип    | Бортовой номер | Местонахождение                                                 | Изображение |
| ------ | -------------- | --------------------------------------------------------------- | ----------- |
| РСД-10 | 485            | Военно-исторический музей воздушных сил Вооружённых Сил Украины |             |
| РСД-10 | 282            | Музей Второй мировой войны (Киев)                               |             |
| РСД-10 |                | Музей полигона Капустин Яр, г. Знаменск                         |             |
| РСД-10 |                | Центральный музей Вооружённых Сил, Москва                       |             |

Также ракета 15Ж45 представлена в филиале Центрального музея РВСН в Учебном центре Военной академии РВСН имени Петра Великого в Балабаново Калужской области. Ракета 15Ж45 представлена в Smithsonian National Air and Space Museum, Вашингтон. Боевой блок выставлен в музее РФЯЦ-ВНИИЭФ.